# Palaeeudyptes
Palaeeudyptes es un género extinto de grandes pingüinos, que contienen a cuatro especies válidas. Estas eran probablemente mayores que casi todos los pingüinos actuales, siendo las menores del tamaño de un pingüino emperador y las mayores midiendo cerca de 1,5 metros de altura.
De las cuatro especies, dos (P. gunnari y P. klekowskii) son conocidas de numerosos restos hallados en estratos del Eoceno Medio o Superior (34 a 50 millones de años) en la Formación La Meseta en la Isla Seymour, en la Antártida. P. antarcticus, el primer pingüino fósil descrito, es solo conocido a partir de un tarsometatarso incompleto hallado en estratos del Oligoceno Superior en la Caliza Otekaike (28 a 23, y posiblemente hasta hace 34 millones de años) en Kakanui, Nueva Zelanda, pero se han asignado de manera tentativa otros numerosos huesos a esta especie. La otra especie neozelandesa descrita, P. marplesi, es conocida a partir de partes del esqueleto, mayormente huesos de los pies, en rocas del Eoceno Medio o Superior en Burnside Mudstone (40 a 34 millones de años) en Burnside, Dunedin. A esta especie también se le han asignado tentativamente varios otros restos adicionales. El problema con estos especímenes neozelandeses es que son al menos en parte intermedios en tamaño entre las dos especies (Simpson, 1971). Puede ser que P. marplesi simplemente haya evolucionado en el más pequeño P. antarcticus. Huesos que no han sido asignados a nivel de especie también se han hallado en la Isla Seymour, pero en estos casos parecen ser de individuos jóvenes o sencillamente están demasiado dañados como para tener valor diagnóstico (Jadwiszczak, 2006).
Adicionalmente, un tibiotarso derecho incompleto (South Australian Museum P10862) y un húmero izquierdo (South Australian Museum P7158) asignables a este género fueron hallados en estratos del Eoceno Superior en Blanche Point Marls en Witton Bluff cerca de Adelaide, Australia (Simpson, 1946, 1971). Otro posible fósil es un húmero incompleto identificado como Palaeeudyptes recuperado en el sur de Chile (Sallaberry et al., 2010), en lechos del Eoceno Medio a Superior en la Formación Río Turbio, cerca de Puerto Natales, 200 km al sur del Parque nacional Torres del Paine.
El supuesto género Wimanornis, basado en dos húmeros de la Isla Seymour, es aparentemente un sinónimo más moderno de P. gunnari (Jadwiszcak, 2006).
El género es el epónimo de la subfamilia de pingüinos primitivos Palaeeudyptinae. En conjunto, sus características osteológicas parecen haber sido algo menos avanzadas que las del levemente menor Archaeospheniscus y estando casi a la par del gigantesco Anthropornis. La naturaleza exacta de la relación de los Palaeeudyptinae con los pingüinos modernos es desconocida.